# Укрпол
Поліграфічна фірма ТОВ «Видавничий Дім «Укрпол» — український виробник друкованої продукції. Фірма заснована у 1995 році. 

## Опис
Виробництво розташоване в місті Стрий, ⁣Львівської області, на двох виробничих майданчиках, загальною площею 15 тисяч м².
Перший виробничий майданчик підприємства, площею 5 тис.м², був пущений в дію влітку 2004 року. Основною продукцією, яка виготовляється в цехах цього виробничого корпусу є паперова етикетка різної складності, книжкова та рекламно-журнальна продукція.
Другий виробничий майданчик, площею 10 тис.м², був уведений в експлуатацію в червні 2010 року. На якому сконцентровані основні виробничі потужності підприємства, які дозволяють виготовляти найрізноманітніші види картонного пакування для виробників харчової, кондитерської, фармацевтичної, парфюмерно-косметичної, тютюнової, алкогольної промисловостей, товарів побутової хімії та непромислової групи. В цьому корпусі також розміщений головний офіс компанії.

## Історія
Заснована в 1995 році як друкарня оперативного друку.
У 2000 році перехід на формат А2: освоєння нового виробничого майданчика 400 м² і запуск Heidelberg SO 74-2.
У 2002 році монтаж Heidelberg Printmaster PM-74-4, Steuer-82. Освоєння виготовлення складної етикетки для лікеро-горілчаної та винної продукції.
У 2004 році запуск нового виробничого майданчика. Монтаж Heidelberg Speedmaster CD-74(6+L), SBL-820SE Плосковисічна маш., TS-750 Фальц.-клеюча маш. Зміна маркетингової політики — орієнтація на виготовлення картонного пакування.
У 2005 році перехід на формат А1 — монтаж Heidelberg Speedmaster CD-102(5+L).
24 червня 2010 року відбулось відкриття нового виробничого комплексу, який спеціалізується на виробництві картонного пакування, загальною площею 10 тис. м².

## Суспільне життя
25 травня 2011 року підприємство "Видавничий дім «Укрпол» офіційно став партнером Української академії друкарства. Підписана угода покликана підвищити освітній рівень студентів і викладацького складу цього вищого навчального закладу. У договорі йдеться також про створення філії кафедри машин і технологій пакування на базі ТОВ "Видавничий дім «Укрпол». Одним із плідних результатів співпраці стала перша спільна науково-технічна конференція яка відбулася в головному офісі видавничого дому «Укрпол» 26 січня 2012 року.
1 — 3 липня 2011 у м. Стрий поліграфічна фірма «Укрпол» стала генеральним спонсором II етапу чемпіонату України та чемпіонату Товариства сприяння оборони (ТСО) України з автомодельного спорту (кордові моделі) серед дорослих.